# Ariel Pink
Pour les articles homonymes, voir Pink.
Ariel Pink est le pseudonyme d'Ariel Rosenberg, un musicien originaire de Los Angeles auteur de nombreux albums sous son nom ou celui de Ariel Pink's Haunted Graffiti.

## Biographie
Ariel Pink enregistre en autoproduction et publie via de petits labels depuis la fin des années 1990. Mais c'est à la suite de la rencontre avec Animal Collective en 2003 qu'il accède à un début de reconnaissance dans le milieu de la musique indépendant en dehors de la scène de Los Angeles, le groupe le signant sur son label Paw Tracks,.
En avril 2013 il fait partie, aux côtés de Marilyn Manson, de Kim Gordon ou bien encore Courtney Love, des égéries d'une campagne publicitaire de la maison de couture Yves Saint Laurent.
Le 6 janvier 2021 il se rend à Washington durant l'assaut du Capitole des États-Unis par des partisans de Donald Trump pour « soutenir pacifiquement le président ».